# Дрогобицька височина
Дрого́бицька височина́ — передгірна височина у межиріччі Дністра та Стрию, в межах Дрогобицького і Стрийського районів Львівській області. 
Середня висота 300—400 м, максимальна — понад 450 м. Характерний увалисто-хвилястий тип рел'єфу з розгалуженою яружно-балковою сіткою. Геоструктурно пов'язана з Передкарпатським прогином. Укладена лесоподібними суглинками та галечниками. Є джерела мінеральних вод («Нафтуся»). 